# باول ماغواير (كاتب)
باول ماغواير (بالإنجليزية: Paul McGuire)‏ هو دبلوماسي وكاتب أسترالي، ولد في 3 أبريل 1903 في Peterborough, South Australia ‏ في أستراليا، وتوفي في 15 يوليو 1978 في أديلايد في أستراليا.